# Yang Wei (badminton)
Yang Wei (Hubei, 13 de janeiro de 1979) é uma jogadora de badminton chinesa. campeã olímpica, especialista em duplas.

## Carreira
Yang Wei representou seu país nos Jogos Olímpicos de Verão de 2000 a 2008, conquistando a medalha de ouro, nas duplas femininas em 2004 com Zhang Jiewen.